# Fatualas
Fatualas ist eine osttimoresische Siedlung im Suco Foho-Ai-Lico (Verwaltungsamt Hato-Udo, Gemeinde Ainaro).

## Geographie und Einrichtungen
Fatualas bildet den Westteil des Dorfes Beikala, dem Hauptort des Sucos. Das Dorf wird durch die südliche Küstenstraße Osttimors, die hier weiter landeinwärts verläuft, in zwei Teile geteilt. Nördlich der Straße gehören die Häuser zur Aldeia Baha, südlich zur Aldeia Lebo-Mera. Fatualas liegt auf einer Meereshöhe von 270 m. Östlich befindet sich das eigentliche Beikala, westlich das Dorf Boramba.
Im Norden von Fatulas befindet sich die Grundschule Beikala.